# ساليو ديالو
ساليو ديالو (بالفرنسية: Saliou Diallo)‏ هو لاعب كرة قدم غيني في مركز حراسة المرمى، ولد في 3 نوفمبر 1976 في فريتاون في سيراليون. شارك مع منتخب غينيا لكرة القدم. أما مع النوادي، فقد لعب مع غازي عنتاب سبور ونادي باكو ونادي شامكير ونادي فيسترلو وهافيا كوناكري.

## وصلات خارجية
- ساليو ديالو على موقع الاتحاد الدولي (مؤرشف)  (الإنجليزية)
- ساليو ديالو على موقع اتحاد تركيا (لاعب) (الإنجليزية)
- ساليو ديالو على موقع قاعدة بيانات كرة القدم.إي يو (الإنجليزية)
- ساليو ديالو على موقع ناشيونال فوتبول تيمز (الإنجليزية)